# Alethe
Alethe es un género de aves paseriformes perteneciente a la familia Muscicapidae, aunque antes se incluía en la familia Turdidae. Además anteriormente se incluían en este género las cuatro especies del género Chamaetylas.

## Especies
Actualmente el género contiene dos especies:
- Alethe diademata (Bonaparte, 1850) — alete diademado;
- Alethe castanea (Cassin, 1856) — alete castaño.